# Mucho Más Mayo
Mucho Más Mayo (M+M o MMM) es un festival público de arte emergente celebrado en la ciudad española de Cartagena y organizado por el Ayuntamiento de Cartagena, a través de sus concejalías de Cultura y de Juventud.
Desde sus comienzos, el festival ha servido como un laboratorio de proyectos culturales para la ciudad, del que han salido proyectos que con el tiempo han conseguido autonomía y entidad propia, como la propuesta de feria de galerías de arte "Art Hotel" o la propia "Noche de los Museos" de Cartagena.
El festival se articula a través de una convocatoria pública de proyectos creativos a partir de la cual un jurado profesional selecciona una parte de los proyectos que componen el programa del festival, que se complementa con otras propuestas realizadas desde el equipo técnico del festival.
Las propuestas pueden dirigirse a cualquier espacio público o privado, evitando expresamente los espacios convencionales dedicados a la actividad cultural (auditorios, teatros o centros culturales) y utilizando en su lugar calles, plazas, sitios arqueológicos, sótanos, áticos o locales vacíos.
El acceso a todas las actividades del programa es libre y gratuito.

## Historia
El festival se inició en el año 2006 y se celebró anualmente hasta el año 2011. Tras cuatro años de suspensión por falta de presupuesto, el festival fue recuperado en el año 2016 y continúa celebrándose anualmente desde entonces.
En este nuevo período el festival ha modificado su perfil desde un festival de arte joven (entre 16 y 35 años) a un festival sin limitaciones de edad. También ha ampliado su ámbito de actuación, que originariamente estaba acotado al centro histórico de la ciudad y que en la actualidad propone actuaciones también en uno o varios barrios invitados. En esta nueva etapa, además, cada edición propone una temática que pretende estar muy presente en el programa.
En el año 2011 el festival llegó a contar con la participación de 1.000 artistas aproximadamente y llegó a crearse una copia del festival en la ciudad hermana de Cartagena de Indias (Colombia), manteniendo el mismo espíritu y el mismo nombre.
En el año 2016 se estimó una asistencia al festival unos 10.000 espectadores, que aumentaron en el año 2017 hasta los 15.000.

## Secciones del festival
El festival está organizado en secciones, que han sufrido variaciones con el paso de las distintas ediciones.
| Año  | Edición | Número de actividades | Referencia |
| ---- | ------- | --------------------- | ---------- |
| 2006 | I       |                       |            |
| 2007 | II      |                       |            |
| 2008 | III     | 61 actividades        | [ 8 ]      |
| 2009 | IV      | 110 actividades       | [ 9 ]      |
| 2010 | V       | 100 actividades       | [ 10 ]     |
| 2011 | VI      | 80 actividades        | [ 11 ]     |
| 2016 | VII     | 100 actividades       | [ 6 ]      |
| 2017 | VIII    | 105 actividades       | [ 7 ]      |
| 2018 | IX      | 127 actividades       | [ 12 ]     |

### One Urban World (OUW)
Sección del festival dedicada a la cultura urbana, incluyendo street art, grafitis, murales, breakdance y rap con letras comprometidas sobre temas actuales que afectan a la juventud, a nuestra sociedad y al mundo en general. Surgió en el año 2008, coincidiendo con la tercera edición del festival.
Fruto del trabajo realizado desde esta sección del festival, surgen en cada edición nuevos murales que adornan medianeras, paredes de solares y otros grandes espacios públicos y que forman un auténtico museo abierto de la cultura urbana.
| Año  | Edición | Artista                                                                                                   | Título                                          | Localización de la obra                                                          | Referencia |
| ---- | ------- | --- | ----------------------------------------------- | -------------------------------------------------------------------------------- | ---------- |
| 2008 | I       | |                                                 |                                                                                  |            |
| 2009 | II      | San (España)                                                                                              | Victoria de la desidia                          | Calle Don Roque                                                                  | [ 13 ]     |
| 2009 | II      | Sam3 (España) y Liqen (México)                                                                            | Mosca                                           | Calle San Vicente                                                                | [ 13 ]     |
| 2009 | II      | San (España), Sam3 (España) y Liqen (México)                                                              | Caballero negro                                 | Calle de La Serreta                                                              | [ 13 ]     |
| 2009 | II      | San (España), Keal y Kraser (España)                                                                      | Proyecto eSe, Linterna de la Muralla Carlos III | Calle Gisbert con Muralla del Mar                                                | [ 13 ]     |
| 2010 | III     | Microbo (Italia) y BO130 (Italia)                                                                         |                                                 | Campo de deportes                                                                | [ 14 ]     |
| 2010 | III     | Suso33 (España)                                                                                           | Ausencias                                       | Calle de la Gloria                                                               | [ 14 ]     |
| 2010 | III     | Suso33 (España), Seal (España), Kraser (España) y Belin (España)                                          |                                                 | Pabellón Central de Deportes de Cartagena                                        | [ 15 ]     |
| 2010 | III     | BO130 (Italia), Microbo (Italia), Kraser (España), Poli124 (España), Seal (España) y Firebirth (Bulgaria) |                                                 | Ronda del Ferrol                                                                 | [ 15 ]     |
| 2010 | III     | Firebirth (Bulgaria), Seal (España) y Kraser (España)                                                     | El guerrero interior                            | Esquina calles Ronda de la Unión y Jacinto Benavente                             | [ 15 ]     |
| 2010 | III     | Suso33 (España)                                                                                           | In Memoriam                                     | Puerto de Cartagena                                                              | [ 15 ]     |
| 2011 | IV      | Zed1 (Italia)                                                                                             |                                                 | Pabellón Municipal de Deportes Wssell de Guimbarda                               |            |
| 2011 | IV      | Suso33 (España)                                                                                           |                                                 | Monte Sacro                                                                      | [ 14 ]     |
| 2011 | IV      | Rosh (España)                                                                                             | Afrodita                                        | Monte Sacro                                                                      | [ 16 ]     |
| 2011 | IV      | Rosh (España)                                                                                             | Afrodita                                        | Calle Don Roque                                                                  | [ 16 ]     |
| 2011 | IV      | Rosh (España)                                                                                             | Corazón y Afrodita                              | Calle Cuatro Santos                                                              | [ 16 ]     |
| 2011 | IV      | Rosh (España)                                                                                             | Afrodita                                        | Calle Honda                                                                      | [ 16 ]     |
| 2011 | IV      | Rosh (España)                                                                                             |                                                 | Calle del Duque                                                                  | [ 16 ]     |
| 2011 | IV      | Rosh (España)                                                                                             |                                                 | Calle Gisbert                                                                    | [ 16 ]     |
| 2011 | IV      | Pixel Pancho (Italia)                                                                                     |                                                 | Monte Sacro                                                                      | [ 17 ]     |
| 2011 | IV      | Pixel Pancho (Italia)                                                                                     |                                                 | Cerca del Teatro Romano                                                          | [ 17 ]     |
| 2016 | V       | Mr. Chapu (España)                                                                                        | Naturaleza viva I                               | Calle Mío Cid                                                                    | [ 18 ]     |
| 2016 | V       | Dadi Dreucol (España)                                                                                     | Pachamama                                       | Calle Velarde, 7                                                                 | [ 18 ]     |
| 2016 | V       | Zed1 (Italia)                                                                                             |                                                 | Pabellón Municipal de Deportes Wssell de Guimbarda                               | [ 18 ]     |
| 2016 | V       | Kraser (España)                                                                                           |                                                 | Calle Juan de la Cosa                                                            | [ 18 ]     |
| 2016 | V       | Dourone (España)                                                                                          |                                                 | Arcos de la Plaza Juan XXIII                                                     | [ 18 ]     |
| 2016 | V       | Seacreative (Italia)                                                                                      |                                                 | Centro de recursos juveniles                                                     | [ 18 ]     |
| 2016 | V       | Karim Hamgeo (España)                                                                                     |                                                 | Pista de atletismo                                                               | [ 18 ]     |
| 2017 | VI      | Vesod (Italia)                                                                                            |                                                 | Conservatorio de Música                                                          | [ 19 ]     |
| 2017 | VI      | Poli124 (España)                                                                                          |                                                 | Conservatorio de Música                                                          | [ 19 ]     |
| 2017 | VI      | Mario Mankey (España)                                                                                     |                                                 | IES Los Molinos                                                                  | [ 19 ]     |
| 2017 | VI      | Rudi (España)                                                                                             |                                                 | IES Los Molinos                                                                  | [ 19 ]     |
| 2017 | VI      | Refreshink (Italia)                                                                                       |                                                 | IES Los Molinos                                                                  | [ 19 ]     |
| 2017 | VI      | Kraser (España)                                                                                           |                                                 | Pabellón de deportes                                                             | [ 19 ]     |
| 2018 | VII     | Ernesto Maranje (Florida)                                                                                 | Adaptación simbiótica                           | Avenida Juan Carlos I, Los Dolores                                               | [ 20 ]     |
| 2018 | VII     | Fabio Petani (Italia)                                                                                     | Ununoctio & Gossypium Tomentosum                | Calle Juan de la cosa. Aulario UPCT                                              | [ 20 ]     |
| 2018 | VII     | Kraser (España)                                                                                           | Inhabitat                                       | Calle Alfonso XIII. Centro Social de los Dolores                                 | [ 20 ]     |
| 2018 | VII     | Sealtres (España)                                                                                         | Inhabitat                                       | C/ Navalmoral de la Mata (bajo de Pabellón Autopsias)                            | [ 20 ]     |
| 2018 | VII     | El Oso Hiedra (España)                                                                                    | Simbiosis proyectada                            | Plaza San Francisco                                                              | [ 20 ]     |
| 2018 | VII     | Graffiti Art (España)                                                                                     | Nómadas                                         | Calle Juan de la Cosa                                                            | [ 20 ]     |
| 2018 | VII     | Abdullah Alshalhi (Yemen)                                                                                 | Sin muros                                       | Calle Serreta (frente Basílica de la Caridad)                                    | [ 20 ]     |
| 2018 | VII     | Clara Ledo Cascales (España)                                                                              | Gea naturaleza redividida                       | Plaza San Francisco                                                              | [ 20 ]     |
| 2019 | VIII    | Colectivo licuado (Uruguay)                                                                               |                                                 | Calle Jacinto Benavente - Centro Cultural Ramón Alonso Luzzy                     | [ 21 ]     |
| 2019 | VIII    | Toni Espinar (España)                                                                                     |                                                 | Calle del Almirante Elizalde - Asociación de vecinos del Barrio de la Concepción | [ 21 ]     |
| 2019 | VIII    | ALMO (España)                                                                                             |                                                 | Asociación de vecinos del Barrio de la Concepción                                | [ 21 ]     |
| 2019 | VIII    | Karim Hamgeo (España)                                                                                     |                                                 | Diferentes ubicaciones                                                           | [ 21 ]     |
| 2019 | VIII    | SFHIR (España)                                                                                            |                                                 | Calle de la Rosa - Barrio de la Concepción                                       | [ 21 ]     |
| 2019 | VIII    | La compañía de Mario (España)                                                                             |                                                 | CEIP Stella Maris                                                                | [ 21 ]     |

El festival también programa conciertos de rap, sin olvidar a las jóvenes promesas underground.
| Año  | Edición | Grupo                                       | Referencia |
| ---- | ------- | ------------------------------------------- | ---------- |
| 2008 | II      | El Klan de los Dedeté (Murcia)              | [ 22 ]     |
| 2009 | II      | Cartago Players (Murcia)                    | [ 23 ]     |
| 2009 | II      | Sátira Sativa (Madrid)                      | [ 23 ]     |
| 2009 | II      | Piezas (Murcia)                             | [ 23 ]     |
| 2009 | II      | Praxis (Barcelona)                          | [ 23 ]     |
| 2009 | II      | El Klan de los Dedeté (Murcia)              | [ 23 ]     |
| 2009 | II      | Cuty con DJ Asensio (Almería)               | [ 23 ]     |
| 2010 | III     | Elphomega, Doc Dyamond y BigHozone (Málaga) | [ 24 ]     |
| 2011 | IV      | Soriano y Jayder con Piezas (Murcia)        | [ 25 ]     |
| 2011 | IV      | Proyecto Funk (Murcia)                      | [ 25 ]     |
| 2011 | IV      | Ferran MDE (Barcelona)                      | [ 25 ]     |
| 2011 | IV      | Freshmakers (Granada)                       | [ 25 ]     |
| 2011 | IV      | Asfaltre (Murcia)                           | [ 25 ]     |
| 2016 | V       | Ponte un rap                                | [ 18 ]     |

En el año 2011 se celebró la primera edición del BeatDay, un evento novedoso y pionero dentro de la cultura hip hop de nuestro país nacido de la necesidad de resaltar la importancia del productor/beatmaker como figura básica y crucial dentro del hip hop en particular y de la música actual en general. Bajo la coordinación de Maski Dedeté, en él participaron Big Hozone, Dano Ziontifik, Diox, STMK y Jayder y contó con Piezas como presentador. Desapareció del programa en los años posteriores y actualmente no se celebra.

### Semana Corta
Sección del festival dedicada a la muestra de cortometrajes de entre cinco y diez minutos y clasificados en tres categorías: "Cartagena" (cortometrajes de realizadores cartageneros), "Región de Murcia" (cortometrajes de directores del resto de la Región de Murcia) y "Abierta" (realizadores del resto del país o de otros países).
Las obras presentadas a concurso pueden ser de temática libre: ficción, animación, documental o videocreación, con la restricción de que el idioma de los cortometrajes debe ser el castellano, aunque se admiten en otros idiomas siempre y cuando estén subtituladas en castellano.
Es la única muestra de cortometrajes que se celebra en la ciudad portuaria y se caracteriza porque se celebra en la calle con acceso libre y tiene un carácter no competitivo.
En el año 2009 se crearon otras dos categorías denominadas "La Hora Friki" (cortometrajes de temática y concepción más original y llamativa) y "Certamen Límite 18", que en su primera convocatoria estaba dirigido a alumnos menores edad estudiantes en centros educativos del municipio cartagenero. Estas nuevas categorías tuvieron continuidad en el año 2010, en la que "Certamen Límite 18" se extendió a jóvenes de cualquier procedencia, con las únicas limitaciones de que el cortometraje debía estar en castellado o al menos subtitulado en castellano y que el 25% del equipo técnico del cortometraje debía estar formado por menores de edad.
En su primera edición, contó con la colaboración y participación de cineastas como Antonio Conesa y Juan Manuel Chumilla, cuyas obras fueron nominadas a los Premios Goya.
| Año  | Edición | Número de cortos presentados | Número de cortos seleccionados | Referencia |
| ---- | ------- | ---------------------------- | ------------------------------ | ---------- |
| 2006 | I       |                              |                                |            |
| 2007 | II      | 180 cortos                   | 20 cortos                      | [ 29 ]     |
| 2008 | III     | 248 cortos                   | 20 cortos                      | [ 30 ]     |
| 2009 | IV      | 250 cortos                   | 21 cortos                      | [ 9 ]      |
| 2010 | V       | 258 cortos                   | 19 cortos                      | [ 31 ]     |
| 2011 | VI      |                              | 21 cortos                      | [ 11 ]     |
| 2016 | VII     | 215 cortos                   | 11 cortos                      | [ 32 ]     |
| 2017 | VIII    |                              | 12 cortos                      | [ 33 ]     |
| 2018 | IX      | 230 cortos                   | 11 cortos                      | [ 12 ]     |
| 2019 | X       | 200 cortos                   | 10 cortos                      | [ 34 ]     |

### Mucha Más Música
Sección del festival dedicada a la música en todas sus modalidades, prestando especial atención a propuestas locales y nacionales consideradas emergentes.
| Año  | Edición | Grupo                                                                                 | Localización                                            | Referencia    |
| ---- | ------- | ------------------------------------------------------------------------------------- | ------------------------------------------------------- | ------------- |
| 2006 | I       |                                                                                       |                                                         |               |
| 2007 | II      | Ojos de brujo                                                                         | Auditorio del Parque Torres                             | [ 35 ]        |
| 2007 | II      | La Excepción                                                                          | Auditorio del Parque Torres                             | [ 35 ]        |
| 2007 | II      | Canteca de Macao                                                                      | Auditorio del Parque Torres                             | [ 35 ]        |
| 2007 | II      | Krisuvik                                                                              | Terminal de cruceros                                    | [ 35 ]        |
| 2007 | II      | El clarinete gigante                                                                  | Parque de los Juncos                                    | [ 35 ]        |
| 2008 | III     | Amparanoia                                                                            | Campus universitario de la Muralla del Mar              | [ 22 ]        |
| 2008 | III     | Chambao                                                                               | Campus universitario de la Muralla del Mar              | [ 22 ]        |
| 2008 | III     | Wax Tailor                                                                            | Terminal de cruceros                                    | [ 8 ]         |
| 2009 | IV      | Solynieve                                                                             | Auditorio del Parque Torres                             | [ 36 ]        |
| 2009 | IV      | Krakovia                                                                              | Auditorio del Parque Torres                             | [ 36 ]        |
| 2009 | IV      | Second                                                                                | Auditorio del Parque Torres                             | [ 36 ]        |
| 2009 | IV      | Audio’s Pain                                                                          | Auditorio del Parque Torres                             | [ 36 ]        |
| 2009 | IV      | Mucho+crema                                                                           | Sala Stereo                                             | [ 37 ]        |
| 2009 | IV      | Willingness!                                                                          | Sala Stereo                                             | [ 37 ]        |
| 2009 | IV      | Fly Boy DJ                                                                            | Sala Stereo                                             | [ 37 ]        |
| 2009 | IV      | Josele Santiago y Pablo Novoa                                                         | Parque de la Cornisa                                    | [ 38 ]        |
| 2010 | V       | Raúl Frutos, Jass, Fictoria, Abel Ruiz                                                | La Otra Casa                                            | [ 24 ]        |
| 2010 | V       | Berni Castaño, Maskarine, Jorge Mora, Géiser                                          | La Otra Casa                                            | [ 24 ]        |
| 2010 | V       | José Andrés Gómez, Jesús Cutillas, Starmahale, José Timón                             | La Otra Casa                                            | [ 24 ]        |
| 2010 | V       | María Rozalen, Jamones con Tacones, Muerdo, Rubén Gallego Jordán                      | La Otra Casa                                            | [ 24 ]        |
| 2010 | V       | Alondra Bentley                                                                       | Parque de la Cornisa                                    | [ 24 ] [ 39 ] |
| 2010 | V       | Jazz Menor Band                                                                       | Museo Arqueológico Municipal Enrique Escudero de Castro | [ 24 ]        |
| 2010 | V       | EVO                                                                                   | Centro de Interpretación de la Muralla Púnica           | [ 24 ]        |
| 2010 | V       | Cuarteto Archimede                                                                    | Museo Nacional de Arqueología Subacuática (ARQUA)       | [ 24 ]        |
| 2010 | V       | The Cabriolets                                                                        | Museo Nacional de Arqueología Subacuática (ARQUA)       | [ 24 ]        |
| 2010 | V       | DJ Guille Milkyway                                                                    | Museo Nacional de Arqueología Subacuática (ARQUA)       | [ 24 ]        |
| 2010 | V       | Hyperpotamus                                                                          | Cuartel de Instrucción de Marinería (CIM)               | [ 24 ]        |
| 2010 | V       | Sidonie                                                                               | Cuesta de El Batel                                      | [ 24 ]        |
| 2010 | V       | Sidecars                                                                              | Cuesta de El Batel                                      | [ 24 ]        |
| 2010 | V       | Los últimos bañistas                                                                  | Cuesta de El Batel                                      | [ 24 ]        |
| 2011 | VI      | Antonio Luis, David Moya, David de Gregorio, Pepa Robles, Reinaldo Parra, Fran Ropero | La Otra Casa                                            | [ 25 ]        |
| 2011 | VI      | Jorge Mora, Muerdo, Yessy Rivera, Road Ramos, Maskarine, Antonio Irigoyen             | La Otra Casa                                            | [ 25 ]        |
| 2011 | VI      | Jesús Cutillas, Starmahale, Edulibra, Cere, Ernesto de Paz, Pepe Lefler               | La Otra Casa                                            | [ 25 ]        |
| 2011 | VI      | Miguel Bañón                                                                          | Sala Rockola                                            | [ 25 ]        |
| 2011 | VI      | David de Gregorio                                                                     | La Otra Casa                                            | [ 25 ]        |
| 2011 | VI      | Malaventura                                                                           | Sala Rockola                                            | [ 25 ]        |
| 2011 | VI      | Dj Jojo Boggini                                                                       | Sala Coyote                                             | [ 25 ]        |
| 2011 | VI      | Krisuvik                                                                              | Sala Rockola                                            | [ 25 ]        |
| 2016 | VII     | Atrezo                                                                                | Plaza de San Francisco                                  | [ 40 ]        |
| 2016 | VII     | Lydia Martín & Co                                                                     | Plaza de San Francisco                                  | [ 40 ]        |
| 2016 | VII     | The Authentics                                                                        | Plaza de San Francisco                                  | [ 40 ]        |
| 2016 | VII     | Carlos Vudú y el Clan Jukebox                                                         | Muralla de Carlos III                                   | [ 18 ]        |
| 2016 | VII     | Lucía Scansetti                                                                       | Muralla de Carlos III                                   | [ 18 ]        |
| 2016 | VII     | Ayoho                                                                                 | Muralla de Carlos III                                   | [ 18 ]        |
| 2016 | VII     | Silvia Márquez                                                                        | Colegio Carmelitas                                      | [ 41 ]        |
| 2016 | VII     | Silvia Márquez                                                                        | Casa Dorda                                              | [ 41 ]        |
| 2016 | VII     | Silvia Márquez                                                                        | Pórtico de la Catedral Antigua                          | [ 41 ]        |
| 2016 | VII     | Road Ramos                                                                            | Pórtico de la Catedral Antigua                          | [ 18 ]        |
| 2016 | VII     | Dúo Solskala                                                                          | Pórtico de la Catedral Antigua                          | [ 18 ]        |
| 2016 | VII     | Los vecinos del cuarto                                                                | Plaza del Risueño                                       | [ 18 ]        |
| 2017 | VIII    | Fizzy Soup                                                                            | Muelle de Alfonso XII                                   | [ 42 ]        |
| 2017 | VIII    | Egio Jazz Trío con Ada Ulises                                                         | Teatro Romano                                           | [ 43 ]        |
| 2017 | VIII    | Jamones con Lacones                                                                   | Murallas de Carlos III                                  | [ 19 ]        |
| 2017 | VIII    | Karmacadabra                                                                          | Murallas de Carlos III                                  | [ 19 ]        |
| 2017 | VIII    | Six Cats                                                                              | Murallas de Carlos III                                  | [ 19 ]        |
| 2017 | VIII    | Conservatorio Profesional de Música de Cartagena                                      | Museo Nacional de Arqueología Subacuática (ARQUA)       | [ 19 ]        |
| 2017 | VIII    | Big Band del Conservatorio Profesional de Música de Cartagena y el Aula de Jazz       | Plaza de San Ginés                                      | [ 19 ]        |
| 2018 | IX      | Santero y Los Muchachos                                                               | Murallas de Carlos III                                  | [ 20 ]        |
| 2018 | IX      | Carlos Madrid                                                                         | Murallas de Carlos III                                  | [ 20 ]        |
| 2018 | IX      | Carrie Palmer DJ                                                                      | Murallas de Carlos III                                  | [ 20 ]        |
| 2018 | IX      | Big Band del Conservatorio Profesional de Música de Cartagena                         | Plaza de San Francisco                                  | [ 20 ]        |
| 2018 | IX      | Out Of The Loop, Elena Sáenz Just in time                                             | Barrio del foro romano                                  | [ 20 ]        |
| 2019 | X       | Koniré                                                                                | Murallas de Carlos III                                  | [ 44 ]        |
| 2019 | X       | Aziz&Kunta                                                                            | Murallas de Carlos III                                  | [ 44 ]        |
| 2019 | X       | Don Fluor                                                                             | Murallas de Carlos III                                  | [ 44 ]        |

### Directo en tu Salón
En la edición del año 2010 se incorporó al festival el proyecto "Directo a tu salón", consistente en un ciclo de conciertos de pequeño formato acústico realizados en casas particulares seleccionadas a partir de una convocatoria pública. En esta edición contó con tres artistas invitados: Laura More, Fernando Rubio y Carlos Vudú.
Desapareció del programa en los años posteriores y actualmente no se celebra.

### Música en los Mercados
Esta sección se incorporó al festival en el año 2016 y tiene como objetivo acercar la música de pequeño formato a lugares especiales en los que habitualmente no se hacen conciertos, como los mercados municipales o los mercadillos semanales.
| Año  | Edición | Artista                             | Localización                                      | Referencia |
| ---- | ------- | ----------------------------------- | ------------------------------------------------- | ---------- |
| 2016 | I       | La Espartera (Murcia)               | Mercado de Santa Florentina                       | [ 41 ]     |
| 2016 | I       | Coro Elcano (Murcia)                | Mercado de Santa Florentina                       | [ 41 ]     |
| 2016 | I       | Pepo y Aarnoutse (Murcia)           | Mercadillo de Urbanización Mediterráneo/San Antón | [ 18 ]     |
| 2016 | I       | Carlos Zambrana y Río Viré (Murcia) | Mercadillo de Urbanización Mediterráneo/San Antón | [ 18 ]     |
| 2016 | I       | Tijuana Road (Murcia)               | Mercadillo de Urbanización Mediterráneo/San Antón | [ 18 ]     |
| 2017 | II      | Conectado2 (Murcia)                 | Mercadillo del Barrio Peral                       | [ 19 ]     |
| 2017 | II      | David Andreu (Murcia)               | Mercadillo de Abastos de Santa Florentina         | [ 19 ]     |
| 2018 | III     | D'akokán (Murcia)                   | Mercadillo de Los Dolores                         | [ 20 ]     |

### Programa de Conferencias y Mesas Redondas
El festival incluye talleres con créditos de libre configuración para los alumnos de la Universidad Politécnica de Cartagena.
| Año  | Edición | Número de conferencias | Número de talleres | Referencia    |
| ---- | ------- | ---------------------- | ------------------ | ------------- |
| 2006 | I       |                        |                    |               |
| 2007 | II      |                        |                    |               |
| 2008 | III     |                        | 14 talleres        | [ 8 ]         |
| 2009 | IV      |                        | 12 talleres        | [ 9 ]         |
| 2010 | V       |                        | 5 talleres         | [ 45 ]        |
| 2011 | VI      |                        | 7 talleres         | [ 11 ]        |
| 2016 | VII     | 3 conferencias         | 5 talleres         | [ 18 ]        |
| 2017 | VIII    | 4 conferencias         | 4 talleres         | [ 19 ] [ 48 ] |
| 2018 | IX      |                        |                    | [ 20 ]        |
| 2019 | X       | 5 conferencias         | 4 talleres         | [ 44 ] [ 49 ] |

### Arte al Centro, el Festival de los Estudiantes
Esta sección del festival surgió en la edición de 2009 y supone una de las secciones más definitorias del sentido del festival ya que vincula el festival con los centros educativos del municipio, prestando especial atención a los que se sitúan en el entorno de los barrios invitados.
Consiste en charlas y talleres especialmente dirigidas a los alumnos de los centros educativos de Cartagena y visitas guiadas por las intervenciones e instalaciones del festival.
Con ello pretende dar cabida en el festival a los proyectos artísticos que nacen de los centros educativos de educación secundaria, el Conservatorio de Música de Cartagena, la Universidad Politécnica de Cartagena (UPCT), la Universidad de Murcia (UM), la Universidad Católica San Antonio (UCAM) o la Universidad Nacional de Educación a Distancia (UNED).
No se incluyó en el festival en la edición de 2016 pero se recuperó de nuevo en el año 2017 en la que participaron diez centros educativos. En el año 2018 participaron seis centros educativos.

### Art-Hotel
Esta sección del festival propone transformar las habitaciones de los hoteles de la ciudad en estancias para exhibir las tendencias más actuales. Las galerías participantes tienen libertad para disponer las obras en el espacio libre de la habitación, manteniendo el mobiliario del espacio, así como en los pasillos, los baños y las terrazas. La visita es gratuita, aunque todas las obras están expuestas a la venta.
Surgió a partir de la edición de 2008 gracias a la colaboración con el hotel NH Ciudad de Cartagena y la Asociación de Galerías de Arte de la Región de Murcia y supuso la primera experiencia de este estilo que se realizaba en la Comunidad Autónoma, aunque ya era tradicional en otros países como Francia, Estados Unidos o Inglaterra, así como en otras regiones de España. También supuso la primera experiencia de este tipo de feria para la cadena de hoteles NH.
En su segunda edición, en el año 2009, no se permitía aún la participación de galerías de fuera de la Región de Murcia. Participaron un total de ocho galerías, tres de Cartagena y cinco de Murcia. La feria recibió un total de 3.000 visitas.
En su tercera edición, en el año 2010, se permitió por primera vez la participación de galerías de fuera de la Región de Murcia. En esta edición participaron tres de Cartagena, dos de Murcia, una de Albacete, una de Puertollano, una de Alicante, una de Barcelona y una de Valencia.
Esta edición contó además con la difusión de la revista "967 Art" gracias a la colaboración de la Asociación Castellano-manchega de divulgación Artística.
En el año 2012 no se celebró debido a la inesperada suspensión del festival Mucho Más Mayo y en el año 2013 surgió de nuevo como un proyecto independiente, aunque cambiando la fecha de celebración a noviembre.
En el año 2013 contó con la participación de la actriz y presentadora Belinda Washington que debutaba como artista con varias acuarelas bajo el tema "Momentos". Las ediciones de 2013 y 2014 de Art-Hotel fueron independientes del festival Mucho Más Mayo, que no se celebraba desde 2011.
| Año  | Edición | Número de galerías | Referencia |
| ---- | ------- | ------------------ | ---------- |
| 2008 | I       | 8 galerías         | [ 56 ]     |
| 2009 | II      | 10 galerías        | [ 57 ]     |
| 2010 | III     | 10 galerías        | [ 52 ]     |
| 2011 | IV      | 10 galerías        | [ 58 ]     |
| 2013 | V       | 10 galerías        | [ 59 ]     |
| 2014 | VI      | 10 galerías        | [ 60 ]     |

### Noche de los Museos
La Noche de los Museos comenzó a celebrarse en Cartagena como una sección especial de Mucho Más Mayo, en su edición de 2008.
En el año 2012, debido a la cancelación del festival, comenzó a celebrarse como un proyecto independiente.
En el año 2017 volvió a integrarse dentro del festival Mucho Más Mayo y consiguió que más de 15.000 personas visitaran los espacios museísticos gracias a las 105 actividades organizadas por un total de 400 artistas. El éxito de participación fue tal que tres de cada cuatro visitas registradas por los museos de la Región de Murcia durante esa noche fueron en Cartagena.
| Año  | Edición | Número de espacios museísticos | Número de espectadores | Referencia |
| ---- | ------- | ------------------------------ | ---------------------- | ---------- |
| 2009 | I       | 5 espacios museísticos         | 15.000 espectadores    | [ 62 ]     |
| 2010 | II      | 8 espacios museísticos         | 26.000 espectadores    | [ 63 ]     |
| 2011 | III     | 13 espacios museísticos        | 37.000 espectadores    |            |
| 2012 | IV      | 15 espacios museísticos        | 47.061 espectadores    | [ 64 ]     |
| 2013 | V       | 22 espacios museísticos        | 63.000 espectadores    | [ 65 ]     |
| 2014 | VI      | 17 espacios museísticos        | 60.000 espectadores    | [ 66 ]     |
| 2015 | VII     |                                | 79.000 espectadores    | [ 67 ]     |
| 2016 | VIII    | 30 espacios museísticos        | 85.000 espectadores    | [ 68 ]     |
| 2017 | IX      | 26 espacios museísticos        |                        |            |
| 2018 | X       | 24 espacios museísticos        | 58.190 espectadores    | [ 69 ]     |

### MercaArte Joven
En el año 2011 se incluyó en el programa un mercadillo callejero de creaciones artísticas realizadas por menores de 35 años y que podían ser vendidas y compradas. Esta sección del festival se denominó "I MercaArte Joven", aunque desapareció del programa en los años posteriores y actualmente no se celebra.

### Noche de la Ruta
En el año 2012 se celebró una actividad especial conocida como la "Noche de la ruta", una versión reducida de la tradicional "Ruta de la tapa" que se celebra anualmente en la ciudad. Desapareció del programa en los años posteriores y actualmente no se celebra.

### Mayo Abierto
Esta sección se incorporó al festival en el año 2017 y supuso la primera experiencia en Cartagena de apertura al público de estudios y espacios de creación de artistas, para mostrar la realidad de cómo y dónde trabajan a partir de distintas actividades demostrativas y formativas.
En la edición de 2017 participaron 18 artistas relacionados con la pintura, fotografía, música, cine, artes escénicas, escultura y arquitectura para un total de 11 espacios de creación artística.
| Año  | Edición | Artista                                              | Profesión       | Referencia |
| ---- | ------- | ---------------------------------------------------- | --------------- | ---------- |
| 2017 | I       | Ángel Maciá                                          | Pintura         | [ 74 ]     |
| 2017 | I       | Alfonso García Arnar                                 | Pintura         | [ 74 ]     |
| 2017 | I       | Antonio López Mateo, de Martínez Blaya Fotógrafos    | Fotografía      | [ 74 ]     |
| 2017 | I       | Antonio Vidal Maiquez                                | Grabado         | [ 74 ]     |
| 2017 | I       | Carmen Matrán, de Estudio Fotográfico Matrán         | Fotografía      | [ 74 ]     |
| 2017 | I       | Enrique Vicente Navarro Carretero                    | Pintura         | [ 74 ]     |
| 2017 | I       | Estudio de Arquitectura HUMA                         | Arquitectura    | [ 74 ]     |
| 2017 | I       | Fernando Plácido Sáenz de Elorrieta                  | Escultura       | [ 74 ]     |
| 2017 | I       | Galería de Arte Bisel                                | Pintura         | [ 74 ]     |
| 2017 | I       | Jesús Inglés Canalejo                                | Pintura         | [ 74 ]     |
| 2017 | I       | Jesús Nieto, de Onírica Mecánica                     | Artes escénicas | [ 74 ]     |
| 2017 | I       | Jorge García Arnar                                   | Escultura       | [ 74 ]     |
| 2017 | I       | José Betanzos Jiménez, de ArteStudio                 | Pintura         | [ 74 ]     |
| 2017 | I       | José Luis López Sarget, de Martínez Blaya Fotógrafos | Fotografía      | [ 74 ]     |
| 2017 | I       | José Manuel Chacón Bulnes                            | Arquitectura    | [ 74 ]     |
| 2017 | I       | Luis Guerrero                                        | Lutier          | [ 74 ]     |
| 2017 | I       | Paca Calvo                                           | Pintura         | [ 74 ]     |
| 2017 | I       | Salvador Vivancos, de Retrovisor                     | Cine            | [ 74 ]     |

## Polémicas
En este festival de arte contemporáneo no ha estado ausente la polémica alrededor de algunas propuestas, unas veces a consecuencia de quejas vecinales y otras por el rechazo de sectores del poder civil, religioso o militar.

### 2007
En el año 2007, segunda edición del festival, destacó especialmente por su vistosidad y monumentalidad la obra "La Isla, apocalipse now" del escultor Domingo Llor, una obra que transformaba una rotonda cercana al casco antiguo de la ciudad en una isla en la que habitaba un naúfrago y sobre la que asomaban restos de la Estatua de la Libertad, en un guiño final al Planeta de los Simios. Esta obra sobre el fin del mundo en realidad fue concebida como una continuación de otra obra del mismo artista presentada en la edición anterior del mismo festival.

### 2016
En el año 2016 se instaló una obra expositiva consistente en una cadena hecha de globos con forma de delfín con origen en el Museo del Teatro Romano y final en la escalinata interior del Palacio Consistorial. La necesidad de cerrar la puerta principal del Palacio Consistorial por la noche obligó a modificar la obra original.

### 2017
En el año 2017 se retiró la instalación en la Plaza del Rey de la obra "El nacimiento de una nación" de Úrsula Bravo, consistente en una trinchera a base de sacos terreros y palés, con una bandera negra y la palabra "Paz". El almirante jefe del Arsenal Militar protestó alegando falta al respeto de los militares así como problemas de seguridad en una zona en alerta 4.
También en esta edición se canceló la instalación "Rederos" de la calle Santa Florentina, consistente en una gran red de pesca adornada con bombillas incandescentes. En este caso la anulación se justificó por las quejas de algunos vecinos, el potencial peligro para viandantes y vecinos y problemas en caso de incendio en algún inmueble.
Otras instalaciones fueron reubicadas al serles negados los permisos de instalación. Este fue el caso de la obra "Estremecedor ataque" que proponía simular el ataque de un gran pulpo gigante a la réplica del submarino Isaac Peral instalada en el Paseo Alfonso XIII. Finalmente fue trasladada a la Muralla de Carlos III.

## Barrios invitados
Inicialmente el festival limitaba su ámbito de actuación al centro histórico de la ciudad, pero con el paso de las ediciones empezó a proponer actuaciones también en uno o varios barrios invitados.
| Año  | Edición | Barrio invitado | Referencia |
| ---- | ------- | --- | ---------- |
| 2006 | I       | Ninguno |            |
| 2007 | II      | Ninguno |            |
| 2008 | III     | Barriada Virgen de la Caridad | [ 79 ]     |
| 2009 | IV      | Santa Lucía | [ 79 ]     |
| 2010 | V       | Barrio de la Concepción | [ 80 ]     |
| 2011 | VI      | Ninguno | [ 81 ]     |
| 2016 | VII     | San Antón | [ 82 ]     |
| 2017 | VIII    | Barrio de Peral y José María de la Puerta | [ 83 ]     |
| 2018 | IX      | Los Dolores y Barriada Hispanoamérica-El Bohío | [ 12 ]     |
| 2019 | X       | Virgen de la Caridad, Santa Lucía, Barrio de la Concepción, San Antón, Barrio de Peral, José María de la Puerta, Los Dolores y Barriada Hispanoamérica-El Bohío | [ 84 ]     |

## Temáticas del festival
Desde el año 2016 cada edición propone una temática que pretende estar muy presente en el programa.
| Año  | Edición | Temática                                | Referencia |
| ---- | ------- | --------------------------------------- | ---------- |
| 2016 | VII     | Igualdad de Género en la Cultura        | [ 85 ]     |
| 2017 | VIII    | Comunidades Imaginadas                  | [ 86 ]     |
| 2018 | IX      | Interdependientes, ecodependientes      | [ 12 ]     |
| 2019 | X       | El rostro del otro. Arte y hospitalidad | [ 84 ]     |

## Países participantes
En cada edición del festival intervienen artistas de diferentes países que proporcionan el necesario carácter internacional que debe tener este tipo de festivales.
| Año  | Edición | Países                                                                                                | Referencia |
| ---- | ------- | --- | ---------- |
| 2006 | I       | |            |
| 2007 | II      | |            |
| 2008 | III     | China, Bulgaria, Francia y España                                                                     |            |
| 2009 | IV      | África subsahariana, Argentina, Brasil, Rusia, Suecia y España                                        | [ 9 ]      |
| 2010 | V       | Alemania, Argentina, Brasil, Italia, México, Rumanía, Suecia y España                                 | [ 87 ]     |
| 2011 | VI      | Italia y España                                                                                       |            |
| 2016 | VII     | Chile, Italia, Noruega, Reino Unido, Siria y España                                                   | [ 2 ]      |
| 2017 | VIII    | Argentina, Australia, Brasil, Italia y España                                                         | [ 88 ]     |
| 2018 | IX      | Brasil, Croacia, Estados Unidos, Italia, Marruecos, México, Polonia, Turquía, Uruguay, Yemen y España | [ 12 ]     |

## Presupuesto
El presupuesto del festival ha experimentado grandes cambios a lo largo del tiempo desde los 30.000 euros de la edición de 2011, último año del festival antes de su desaparición, hasta los 300.000 euros de la edición de 2008.
| Año  | Edición | Presupuesto   | Referencia |
| ---- | ------- | ------------- | ---------- |
| 2006 | I       |               |            |
| 2007 | II      |               |            |
| 2008 | III     | 300.000 euros | [ 8 ]      |
| 2009 | IV      | 60.000 euros  | [ 89 ]     |
| 2010 | V       | 48.000 euros  |            |
| 2011 | VI      | 30.000 euros  | [ 90 ]     |
| 2016 | VII     | 60.000 euros  | [ 3 ]      |
| 2017 | VIII    | 80.000 euros  | [ 91 ]     |
| 2018 | IX      |               |            |
| 2019 | X       |               |            |